# Elk (Wisconsin)
Elk è un comune degli Stati Uniti, situato in Wisconsin, nella Contea di Price.